# Пожарище (Кумзерское сельское поселение)
Пожарище — деревня в Харовском районе Вологодской области.
Входит в состав Кумзерского сельского поселения, с точки зрения административно-территориального деления — в Кумзерский сельсовет.
Расстояние по автодороге до районного центра Харовска — 57 км, до центра муниципального образования Кумзера — 8 км. Ближайшие населённые пункты — Цариха, Устречная, Тимошинская, Сиренская, Бильская, Захаровская.
По данным переписи в 2002 году постоянного населения не было.